# Княжа (село)
Кня́жа — село в Україні, у Звенигородському районі Черкаської області, центр сільської ради. Розташоване за 20 км від районного центру — міста Звенигородка та за 4 км від залізничної станції Стецівка. Населення — 1220 осіб (на 2021 рік).
Село назване так тому, що належало до княжого наділу, або його просто називали Княже.

## Географія
Селом протікає річка Княжа, права притока Шполки.

## Історія
Перші відомості про село припадають на 1732–1733 роки, у ньому налічувалось 22 двори. У період царювання Катерини II, українські землі разом з селянами щедро роздавались дворянам. Маючи численні маєтки в Україні Г. Потьомкін дарував їх своїм родичам, тому Козачанська волость, у склад якої входило село Княжа, потрапила до рук його племінниці. Вона скоро стала дружиною відомого вельможі, князя С. В. Голіцина. Наступним господарем маєтку стає Г. Голіцин. Володіючи маєтком, він займається виробництвом цукру, створює цукрозавод. У цей час у межах його володіння з'являється спиртовий завод, водяний млин.
Після смерті Григорія Голіцина та його дружини села Лозуватка та Княжа перейшли у спадщину двом дочкам Голіцина. Старша дочка Варвара одружилась з бароном Г. Врангелем, офіцером гвардійського полку. Баронеса В. Г. Врангель сплатила сестрі генеральші Краснокутській половину вартості маєтку і стала повновладним його господарем.
Станом на 1885 рік у колишньому власницькому селі Казачанської волості Звенигородського повіту Київської губернії мешкало 2216 осіб, налічувалось 392 дворових господарства, існували православна церква, єврейський молитовний будинок, школа, поштова станція, 2 постоялий будинки та вітряний млин.
За переписом 1897 року кількість мешканців зросла до 2528 осіб (1189 чоловічої статі та 1339 — жіночої), з яких 2502 — православної віри.

У 1900 році у селі вже налічувався 561 двір та проживало 2 622 особи, була одна православна церква, побудована у 1868 році, одна церковнопарафіяльна школа, 29 вітряків, дві кузні, сільський банк, один хлібний магазин, пожежний обоз.
У 1908 році стара поміщиця, баронеса Врангель, померла. Молодша її дочка, княгиня Тетяна Григорівна Куракіна, сплатила своїй старшій сестрі графині де Гордеско Варварі Григорівні Врангель половину вартості маєтку і стала господаркою цих володінь.
У 1918 року жителі села брали участь у Звенигородсько-Таращанському повстанні. У 1919 році, під час зимового походу, війська УНР перебували у селі Княжа, де отримали підтримку населення.
У 1920 році, з утвердженням радянської влади, у селі створений комітет незаможних селян. У 1929 році організовано п'ять сільськогосподарських артілей. У 1930 році артілі об'єдналися у колгосп. На початок колективізації село мало сім вітряків, школу, церкву.
Село постраждало внаслідок геноциду українського народу, проведеного окупаційним урядом СССР 1932—1933 та 1946–1947 роках.
267 жителів села воювали на фронтах радянсько-німецької війни, 123 з них нагороджені орденами й медалями, 157 загинули. В 1967 році в селі споруджено обеліск слави воїнам-односельцям, що загинули в війні.
Станом на початок 70-х років ХХ століття в селі розміщувалась центральна садиба колгоспу імені Калініна, за яким було закріплено 3,9 тисяч га сільськогосподарських угідь, у тому числі 3,5 тисячі га орної землі. В господарстві вирощували зернові і технічні культури, було розвинуте м'ясо-молочне тваринництво. Допоміжною галуззю виробництва було бджільництво. З допоміжних підприємств працював вальцьовий млин, олійня, пилорама.
Також на той час працювали середня школа, будинок культури з залом на 450 місць, дві бібліотеки з фондом 22 тисяч книг, фельдшерсько-акушерський пункт, пологовий будинок, майстерня з пошиття одягу та взуття.

## Населення

### Мова
Розподіл населення за рідною мовою за даними перепису 2001 року:
| Мова       | Кількість | Відсоток |
| ---------- | --------- | -------- |
| українська | 1510      | 99.21%   |
| російська  | 11        | 0.72%    |
| німецька   | 1         | 0.07%    |
| Усього     | 1522      | 100%     |

## Сучасність

КСП

Вдалось зберегти господарство СТОВ «Княжа». У 2006 році село газифіковане, у 2007 році прокладено додаткову телефонну лінію на 50 номерів. У селі працює підприємство де виробляють тверді паливні гранули з тирси, лушпиння соняшникового та рештків рослин «Трансбіопаливо» [Архівовано 2 Липня 2015 у Wayback Machine.].В Княжі є футбольна команда «ФК КНЯЖА», яка не раз показувала себе в хороших якостях і вигравала чемпіонати.

## Відомі люди
Народились:
- Гриб Юрій Миколайович (1975—2022) — військовослужбовець, старший сержант Збройних сил України, учасник російсько-української війни,
- Снісар Іван Антонович — кандидат біологічних наук,
- Роскопенський Микола Олексійович — учасник радянсько німецької війни,
- Шпара Лідія Микитівна — народна артистка СРСР,
- Костянтин Жура та Оксана Лісненко — телеведучі,
- Якубчак Ольга Миколаївна (до шлюбу Сайківська) — українська ветеринарка, професор, доктор ветеринарних наук.